# Gare de Tagolsheim
Gare de Tagolsheim vasútállomás Franciaországban, Tagolsheim településen.

## Vasútvonalak
Az állomást az alábbi vasútvonalak érintik:
- Párizs–Mulhouse-vasútvonal

## Kapcsolódó állomások
A vasútállomáshoz az alábbi állomások vannak a legközelebb:
- Gare de Walheim
- Gare d’Illfurth